# Gavi, die Impfallianz
Gavi, die Impfallianz (engl. Gavi, the Vaccine Alliance; früher Globale Allianz für Impfstoffe und Immunisierung, engl. Global Alliance for Vaccines and Immunisation) ist eine weltweit tätige öffentlich-private Partnerschaft mit Sitz in Genf. In der Schweiz hat sie den Status einer Stiftung nach Schweizer Recht. Ihr Ziel ist es, den Zugang zu Impfungen vor allem für Kinder gegen vermeidbare lebensbedrohliche Krankheiten in Entwicklungsländern zu verbessern.
Mitglieder sind Regierungen von Industrie- und Entwicklungsländern, die Weltgesundheitsorganisation, UNICEF, die Weltbank, die Gates Foundation, Nichtregierungsorganisationen, Impfstoffhersteller aus Industrie- und Entwicklungsländern sowie Gesundheits- und Forschungseinrichtungen und weitere private Geber. Insgesamt gibt es 28 Stimmrechtsgruppen im Gavi-Verwaltungsrat, eine davon nimmt der Geschäftsführer (CEO) ein. Vorstandsvorsitzende der Impfallianz Gavi ist seit 2015 Ngozi Okonjo-Iweala. Ihr Vorgänger war Dagfinn Høybråten, der diese Position im Dezember 2010 von Mary Robinson übernahm. Seth Berkley ist seit August 2011 Geschäftsführer der Impfallianz Gavi.

## Gründung
Die Allianz wurde am 29. Januar 2000 am Weltwirtschaftsforum in Davos gegründet, um den bereits seit Ende der 1990er Jahre stagnierenden, zum Teil sogar rückläufigen Impfquoten in den ärmsten Ländern der Welt zu begegnen. Zwar hätten wirksame Impfstoffe zur Verfügung gestanden, die gerade bei jenen Menschen eine große Wirkung entfaltet hätten, so Geschäftsführer Berkley; der Zugang zu medizinischer Behandlung und anderen Möglichkeiten zur Vermeidung von Infektionen habe jedoch gefehlt. Die Bill & Melinda Gates Foundation stellte anfänglich 750 Millionen US-Dollar zur Verfügung, um Kinder in Entwicklungsländern mit Impfstoffen zu versorgen.

## Engagement
Seit der Gründung finanzierte Gavi die Impfung von 760 Millionen Kindern gegen lebensbedrohliche Krankheiten wie Diphtherie, Tetanus, Keuchhusten (Pertussis), Hepatitis B, Gelbfieber und Haemophilus influenzae Typ b (Hib, einem Erreger von Meningitis (Hirnhautentzündung) und Lungenentzündung). Auf diese Weise habe man nach Gavi-eigenen Schätzungen 13 Millionen Todesfälle verhindert. Zudem hat sich die Kindersterblichkeit für Kinder unter 5 Jahren halbiert.
Darüber hinaus begann die Organisation 2010 damit, zwei neue Impfstoffe in Entwicklungsländern einzuführen: Die Pneumokokkenimpfung schützt vor Lungenentzündung, der Impfstoff gegen Rotavirus vor einem Haupterreger von Durchfallerkrankungen. Lungenentzündung und Durchfallerkrankungen sind die Haupttodesursachen bei Kindern unter fünf Jahren in Entwicklungsländern. Die beiden Erkrankungen zeichnen für fast 40 Prozent aller Todesfälle verantwortlich.
Nach einer Geberkonferenz im Juni 2011, auf der insgesamt fast 3 Milliarden Euro (4,3 Milliarden US-Dollar) für Impfprogramme zugesagt wurden, kündigte die Impfallianz an, den Zugang zu neuen Impfstoffen noch zu beschleunigen und bis 2015 weitere vier Millionen vorzeitige Todesfälle zu verhindern. Zum Erreichen des Millennium-Entwicklungsziels Nr. 4 (Senkung der Kindersterblichkeit von Unter-Fünf-Jährigen um zwei Drittel bis 2015) leisten Impfungen einen entscheidenden Beitrag.
Die Impfallianz Gavi ist seit 2017 eines der fünf Gründungsmitglieder der NGO ID2020 Digital Identity Allianz.
Für das Jahr 2020 ist die Geberkonferenz („Wiederauffüllungskonferenz“) im Juni in London geplant. Ziel für Gavi sei es, „in den nächsten Jahren weitere 300 Millionen Kinder in Entwicklungsländern zu impfen und somit acht Millionen Menschen vor dem Tod zu bewahren“. Dafür bedarf es etwa 7,4 Milliarden US-Dollar.

## Arbeitsweise
Die Organisation arbeitet nach eigenen Angaben nach dem Prinzip „country-owned, country-driven“: Das bedeutet, dass die Entwicklungsländer selber festlegen, welche Impfungen sie benötigen, deren Finanzierung beantragen und die Umsetzung überwachen. Gavi verlangt zudem, dass die Empfängerländer die Kosten für die Impfprogramme mittragen. Auf diese Weise will man das Verantwortungsgefühl der Länder stärken und die Nachhaltigkeit der Impfprogramme sichern. 2011 haben 50 Länder die Finanzierung von Impfstoffen bei Gavi beantragt. Langfristig wird jedoch von einem abnehmenden Bedarf ausgegangen, da bis zum Jahr 2020 Gavis Förderung in 22 Ländern auslaufen wird.
Gavi bündelt die Nachfrage nach Impfstoffen und kann auf diese Weise große Mengen einkaufen. Insgesamt fragt UNICEF 40 Prozent des globalen Impfstoffvolumens nach, rund die Hälfte davon im Auftrag von Gavi. Indem Gavi den Herstellern eine Abnahme des Impfstoffs und feste Preise für die ersten Chargen garantiert, sollen mehr Hersteller, auch aus Schwellenländern, dafür interessiert werden, geeignete Impfstoffe für Entwicklungsländer zu produzieren. Der hieraus resultierende Wettbewerb zwischen den Unternehmen soll dafür sorgen, dass die Preise für Impfstoffe sinken. Gavi hat sich verpflichtet, diese Entwicklungen auch weiterhin zu fördern, und die Beeinflussung der Impfstoffmärkte zu einem Schwerpunkt ihrer Arbeit erklärt.

## Gavi und die Schweiz
Der schweizerische Bundesrat hat seit 1. Januar 2009 ein Abkommen mit GAVI Alliance in Kraft gesetzt, welches teilweise Immunität und diplomatische Behandlung zusichert und die Allianz von den Steuern befreit. Im Juni 2020 bestätigte Gavi die Zusicherung über 30 Millionen CHF durch Bundespräsidentin Simonetta Sommaruga im Namen der Schweiz.

## Gavi und Deutschland
Deutschland ist seit dem Jahr 2006 Gavi-Geberland. Anfangs lagen die Finanzierungszusagen bei vier Millionen Euro pro Jahr. Seitdem hat Deutschland seine jährlichen Zusagen kontinuierlich erhöht; im Jahr 2012 betrugen sie 30 Millionen Euro. Im Januar 2015 richtete Deutschland – unter der Schirmherrschaft von Bundeskanzlerin Angela Merkel – die Gavi-Geberkonferenz in Berlin aus. Verschiedene Nichtregierungsorganisationen forderten im Vorfeld der Konferenz, dass die deutschen Zusagen auf 100 Millionen Euro jährlich erhöht werden sollen. In ihrer Rede auf der Konferenz kündigte Bundeskanzlerin Merkel an, die Unterstützung bis 2020 auf 600 Millionen Euro erhöhen zu wollen. Am 50. Weltwirtschaftsforum in Davos 2020 hatte Merkel eine Finanzierung in Höhe von 600 Millionen Euro für den Zeitraum 2021–2025 zugesagt.
Deutschland bildet mit Frankreich, der Europäischen Kommission, Irland und Luxemburg eine Stimmrechtsgruppe im Gavi-Verwaltungsrat. 2018 vertrat Deutschland diese Gruppe als stellvertretendes Vorstandsmitglied, 2019 als Vorstandsmitglied; letzteres ist auch für 2021 geplant.

## Bewertung
GlaxoSmithKline entsandte als Partner bis zum Jahr 2011 einen Vertreter in den Vorstand von Gavi. Kritiker bemängeln, dass die Preise für die Impfstoffdosen niedriger sein könnten. Die Finanzierung wissenschaftlicher Studien, mit denen der Nutzen der Impfkampagnen untermauert wird, durch GAVI oder ihre Träger wird als Interessenkonflikt angesehen. Ärzte ohne Grenzen und Oxfam kritisieren den Einfluss der Industrie bei Gavi. Sie fordern eine transparente Preiskalkulation und öffentlich finanzierte Forschung. Gegen eine mögliche Einflussnahme von Pharmaunternehmen entgegnet Berkley, dass „wir Impfstoffe für etwa 60 Prozent der Weltbevölkerung kaufen“, womit Gavi in der Lage sei, „viel bessere Preise auszuhandeln als jede Regierung einzeln.“
Beim Global Health 50/50 Report 2018, der Daten von 140 Organisationen weltweit aus dem Gesundheitsbereich im Hinblick auf die Gleichheit der Geschlechter vergleicht, schnitt Gavi gut ab.
Der Organisation wurde im Jahr 2019 der Lasker~Bloomberg Public Service Award zugesprochen.
Im Jahr 2020 hat die internationale NGO Save the Children Gavi wegen ihres Engagements gegen vermeidbare Krankheiten gelobt und fordert von der Deutschen Bundesregierung weitere monetäre Unterstützung für Gavi.
Im Juni 2025 gab US-Gesundheitsminister und Impfskeptiker Robert F. Kennedy Jr. bekannt, dass die Vereinigten Staaten Gavi nicht weiter finanziell unterstütze. Kennedy behauptete, dass Gavi »wissenschaftliche Erkenntnisse ignoriert« und »das Vertrauen der Öffentlichkeit verloren« hätte. Die Organisation habe »In ihrem Eifer, weltweite Impfungen zu fördern, das Schlüsselthema der Impfsicherheit vernachlässigt«.

## COVAX
COVAX ist eine von drei Säulen des Access to COVID-19 Tools (ACT) zur Beschleunigung des „Zugangs zu COVID-19-Instrumenten“, die im April 2020 von der Weltgesundheitsorganisation (WHO), der Europäischen Kommission und Frankreich als Reaktion auf die COVID-19-Pandemie gegründet wurde. Die WHO hat in Zusammenarbeit mit Gavi und der Coalition for Epidemic Preparedness Innovations (CEPI) auch COVAX implementiert, um die globale Impfstoffentwicklung zu koordinieren. Die Zahl der beteiligten Länder beträgt 184 Länder, von denen 92 Volkswirtschaften (Stand 12. November 2020) mit niedrigem und mittlerem Einkommen, die sich den Impfstoff nicht leisten können, berechtigt sind, über Gavi COVAX Advance Market Commitment (AMC) Zugang zu COVID-19-Impfstoffen zu erhalten. Es ist sicherzustellen, dass jedes teilnehmende Land einen garantierten Anteil an Dosen erhält, um die am stärksten gefährdeten 20 % seiner Bevölkerung bis Ende 2021 impfen zu können.